# Mike Dunleavy Jr.
Michael "Mike" Joseph Dunleavy, Jr. (Lake Oswego, Oregón, 15 de septiembre de 1980) es un ejecutivo y exjugador de baloncesto estadounidense que disputó 15 temporadas en la NBA. Desde junio de 2023 ejerce las funciones de General Manager en los Golden State Warriors de la NBA. Mide 2,06 metros de estatura y jugaba de alero.

## Trayectoria deportiva

### Universidad
Dunleavy Jr. jugó durante 3 años en la Universidad de Duke, consiguiendo en su temporada júnior ser elegido en el primer equipo All American, tras promediar 17,3 puntos y 7,2 rebotes por partido. Siendo estudiante de segundo año, ayudó a su equipo a conseguir el título de la NCAA, anotando 21 puntos en la final, y consiguiendo 3 triples decisivos en el parcial del segundo tiempo que llevó a los Blue Devils a la victoria. Su entrenador por entonces, Mike Krzyzewski, dijo de él que era "el jugador más versátil que había visto desde Grant Hill". A lo largo de sus tres años como universitario promedió 13,2 puntos, 5,8 rebotes y 2,2 asistencias por partido.

### NBA

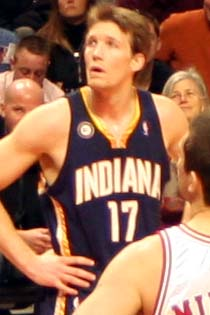
Dunleavy con Indiana en 2009.

Fue elegido en la tercera posición del Draft de la NBA de 2002 por los Golden State Warriors. Tras una primera temporada jugando pocos minutos, en su segundo año se afianzó en el puesto de titular, a pesar de sus controversias con su entrenador, Don Nelson. Su juego fue poco a poco más constante, rondando los 13 puntos y 6 rebotes por partido. Permaneció en California hasta mediada la temporada 2006-07, donde fue incluido en un múltiple traspaso, acabando en Indiana Pacers. 
Tras 5 temporadas en Indiana, el 9 de diciembre de 2011 firma con Milwaukee Bucks un contrato de 2 años y $7.5 millones.
Después de 2 años en Milwaukee queda como agente libre y, el 10 de julio de 2013, firma un contrato de 2 años y $6 millones con los Chicago Bulls. Tras 2 buenas temporadas, el 14 de julio de 2015, amplia su contrato por 3 años y $14.4 millones con los Bulls.
Al año siguiente, el 7 de julio de 2016, Dunleavy es traspasado, junto con los derechos de Vladimir Veremeenko, a Cleveland Cavaliers a cambio de los derechos de Albert Miralles.
El 7 de enero de 2017 fue traspasado a Atlanta Hawks junto a Mo Williams y una futura selección de primera ronda del draft a cambio de Kyle Korver. El 30 de enero de 2017, fue cortado por los Hawks, y se retiró poco después.

### Retirada
El 24 de septiembre de 2018, Dunleavy fue contratado por los Golden State Warriors como ojeador deportivo. El 29 de agosto de 2019, Dunleavy fue promocionado a asistente del General Manager de los Warriors. En junio de 2023 es ascendido en General Manager.

## Estadísticas de su carrera en la NBA

### Temporada regular
| Año     | Equipo       | PJ  | PT  | MPP  | %TC  | %3P  | %TL  | RPP | APP | ROB | TPP | PPP  |
| ------- | ------------ | --- | --- | ---- | ---- | ---- | ---- | --- | --- | --- | --- | ---- |
| 2002–03 | Golden State | 82  | 3   | 15.9 | .403 | .347 | .780 | 2.6 | 1.3 | .6  | .2  | 5.7  |
| 2003–04 | Golden State | 75  | 69  | 31.1 | .449 | .370 | .741 | 5.9 | 2.9 | .9  | .2  | 11.7 |
| 2004–05 | Golden State | 79  | 79  | 32.5 | .451 | .388 | .779 | 5.5 | 2.6 | 1.0 | .3  | 13.4 |
| 2005–06 | Golden State | 81  | 68  | 31.8 | .406 | .285 | .778 | 4.9 | 2.9 | .7  | .4  | 11.5 |
| 2006–07 | Golden State | 39  | 6   | 26.9 | .449 | .346 | .772 | 4.8 | 3.0 | 1.0 | .3  | 11.4 |
| 2006–07 | Indiana      | 43  | 43  | 35.6 | .454 | .283 | .792 | 5.7 | 2.6 | 1.1 | .2  | 14.0 |
| 2007–08 | Indiana      | 82  | 82  | 36.0 | .476 | .424 | .834 | 5.2 | 3.5 | 1.0 | .4  | 19.1 |
| 2008–09 | Indiana      | 18  | 14  | 27.5 | .401 | .356 | .815 | 3.8 | 2.4 | .7  | .5  | 15.1 |
| 2009–10 | Indiana      | 67  | 15  | 22.2 | .410 | .318 | .842 | 3.5 | 1.5 | .6  | .2  | 9.9  |
| 2010–11 | Indiana      | 61  | 44  | 27.6 | .462 | .402 | .800 | 4.5 | 1.7 | .7  | .5  | 11.2 |
| 2011–12 | Milwaukee    | 55  | 3   | 26.3 | .474 | .399 | .811 | 3.7 | 2.1 | .5  | .2  | 12.3 |
| 2012-13 | Milwaukee    | 75  | 3   | 25.9 | .442 | .428 | .820 | 3.9 | 1.9 | .5  | .5  | 10.5 |
| 2013-14 | Chicago      | 82  | 61  | 31.5 | .430 | .380 | .854 | 4.2 | 2.3 | .8  | .6  | 11.3 |
| 2014-15 | Chicago      | 63  | 63  | 29.2 | .435 | .407 | .805 | 3.9 | 1.8 | .6  | .3  | 9.4  |
| 2015-16 | Chicago      | 31  | 30  | 22.7 | .410 | .394 | .784 | 2.7 | 1.3 | .5  | .3  | 7.2  |
| 2016-17 | Cleveland    | 23  | 2   | 15.9 | .400 | .351 | .737 | 2.0 | .9  | .3  | .1  | 4.6  |
| 2016-17 | Atlanta      | 30  | 0   | 15.8 | .438 | .429 | .846 | 2.3 | 1.0 | .3  | .2  | 5.6  |
| Total   | Total        | 986 | 585 | 27.7 | .441 | .377 | .803 | 4.3 | 2.2 | .7  | .3  | 11.2 |

### Playoffs
| Año   | Equipo    | PJ | PT | MPP  | %TC  | %3P  | %TL   | RPP | APP | ROB | TPP | PPP  |
| ----- | --------- | -- | -- | ---- | ---- | ---- | ----- | --- | --- | --- | --- | ---- |
| 2011  | Indiana   | 5  | 0  | 14.4 | .350 | .300 | .667  | 1.2 | 1.6 | .8  | .0  | 5.0  |
| 2013  | Milwaukee | 4  | 0  | 22.8 | .567 | .438 | .889  | 4.0 | 2.0 | .5  | .0  | 12.3 |
| 2014  | Chicago   | 5  | 5  | 32.6 | .472 | .462 | .667  | 3.6 | 2.4 | .6  | .2  | 13.2 |
| 2015  | Chicago   | 12 | 12 | 32.4 | .489 | .482 | .947  | 4.0 | 2.6 | .8  | .4  | 10.9 |
| 2017  | Atlanta   | 6  | 0  | 8.8  | .429 | .400 | 1.000 | .8  | .3  | .2  | .0  | 2.0  |
| Total | Total     | 32 | 17 | 24.0 | .480 | .451 | .840  | 2.9 | 1.9 | .6  | .2  | 8.8  |

## Vida personal
Mike Dunleavy Jr. es hijo de Mike Dunleavy Sr., número 99 del draft del año 1976, y que fue jugador de la NBA durante 12 temporadas y posteriormente entrenador de baloncesto durante tres décadas en la NBA y en la NCAA. Tiene dos hermanos también jugadores de baloncesto: Baker Dunleavy y James Dunleavy.